# Alex Rübel

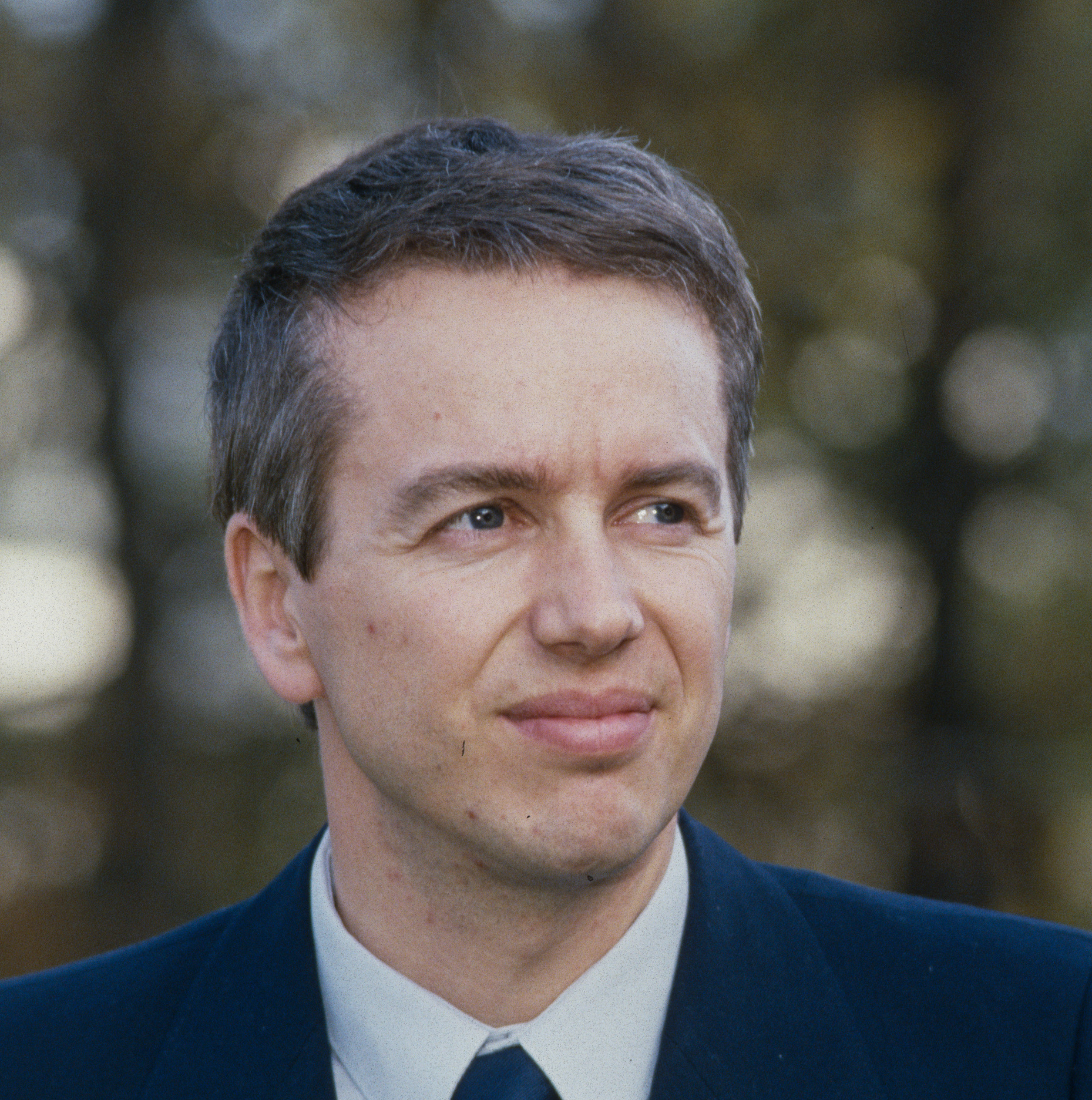
Alex Rübel, 1990

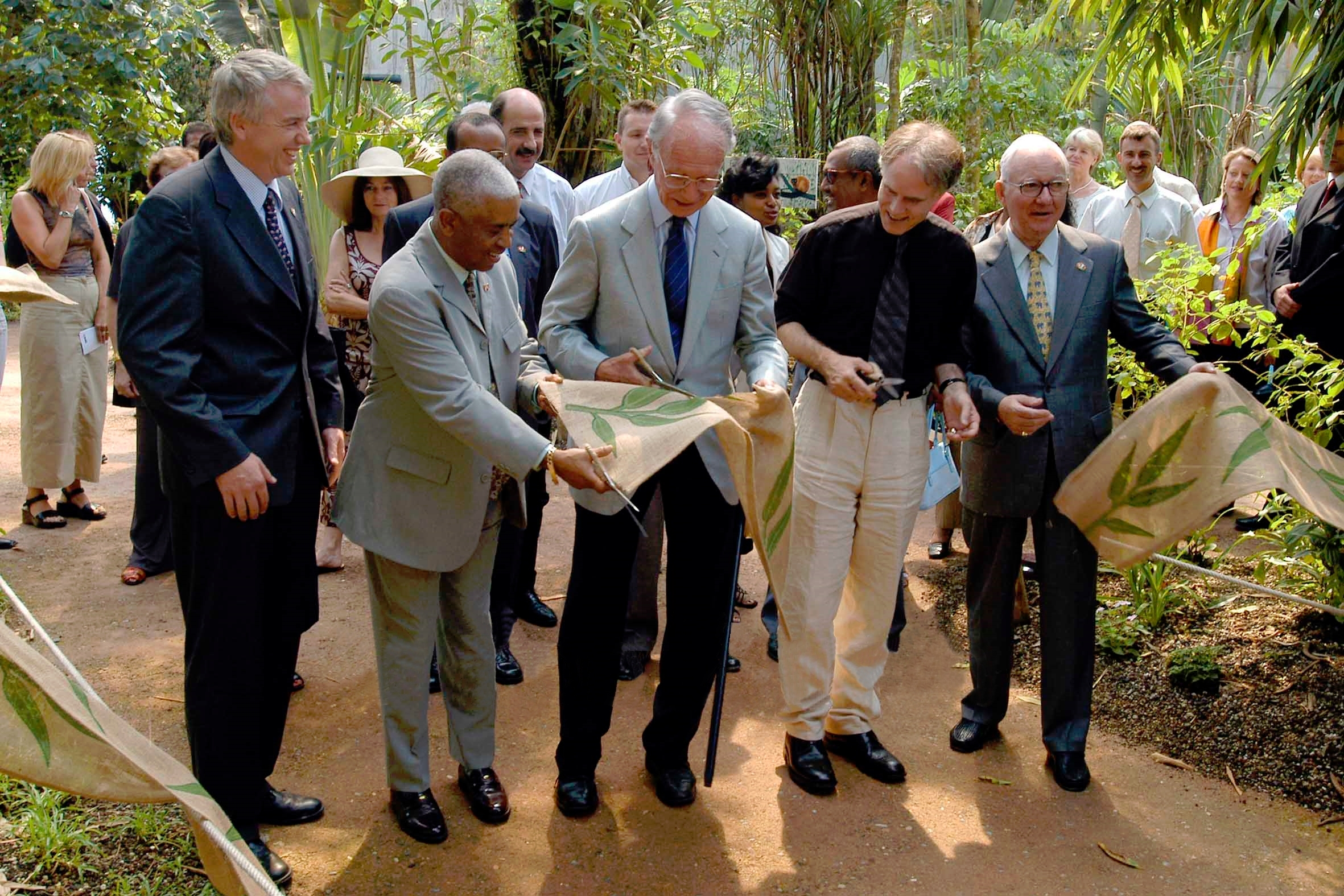
Eröffnung der Masoala-Halle 2003. Links Alex Rübel, 2. von rechts Bundesrat Moritz Leuenberger

Georg Alexander Rübel (* 4. Mai 1955 in Zürich) ist ein Schweizer Tierarzt. Von 1991 bis 2020 war er Direktor des Zürcher Zoos.

## Leben

### Herkunft, Jugend
Alex Rübel wuchs in der Stadt Zürich am Zürichberg als Sohn einer alten Stadtzürcher Familie auf. Sein Grossvater väterlicherseits war Eduard August Rübel. Die Mutter stammte aus der Familie Schulthess-Rechberg.
Als Bub richtete er in der elterlichen Waschküche eine Voliere für Wachteln und Kanarienvögel ein und zog eine Waldohreule auf. Als Teenager hatte Rübel ein Zoo-Abo. Als er sich um einen Praktikumsplatz bewarb, wurde ihm beschieden, man nehme keine Praktikanten auf. Er versuchte es beim Zoo Basel, wurde angenommen und wunschgemäss dem Nashornpfleger zugeteilt. Acht Sommer lang arbeitete Rübel als Hirte auf Alpen im Berner Oberland und im Glarnerland.
Seit seiner Kindheit war Alex Rübel v/o «Chüngel» Mitglied bei den Pfadfindern. Als 24-Jähriger wurde er Leiter des traditionellen Zürcher Pfadfinderkorps Flamberg und 1984 erster Kantonsleiter der Pfadi Zürich nach der Fusion der Kantonalverbände der Buben- und Mädchenpfadfinder.

### Tierarzt
An der Universität Zürich studierte Rübel Veterinärmedizin. Seine Dissertation schrieb er zum Thema «Röntgenuntersuchungen bei inneren Erkrankungen von grossen Papageien». Später war er am Tierspital Zürich in der Abteilung für Zoo-, Heim- und Wildtiere tätig, zuerst als Assistent, später als stellvertretender Zootierarzt.

### Zoodirektor

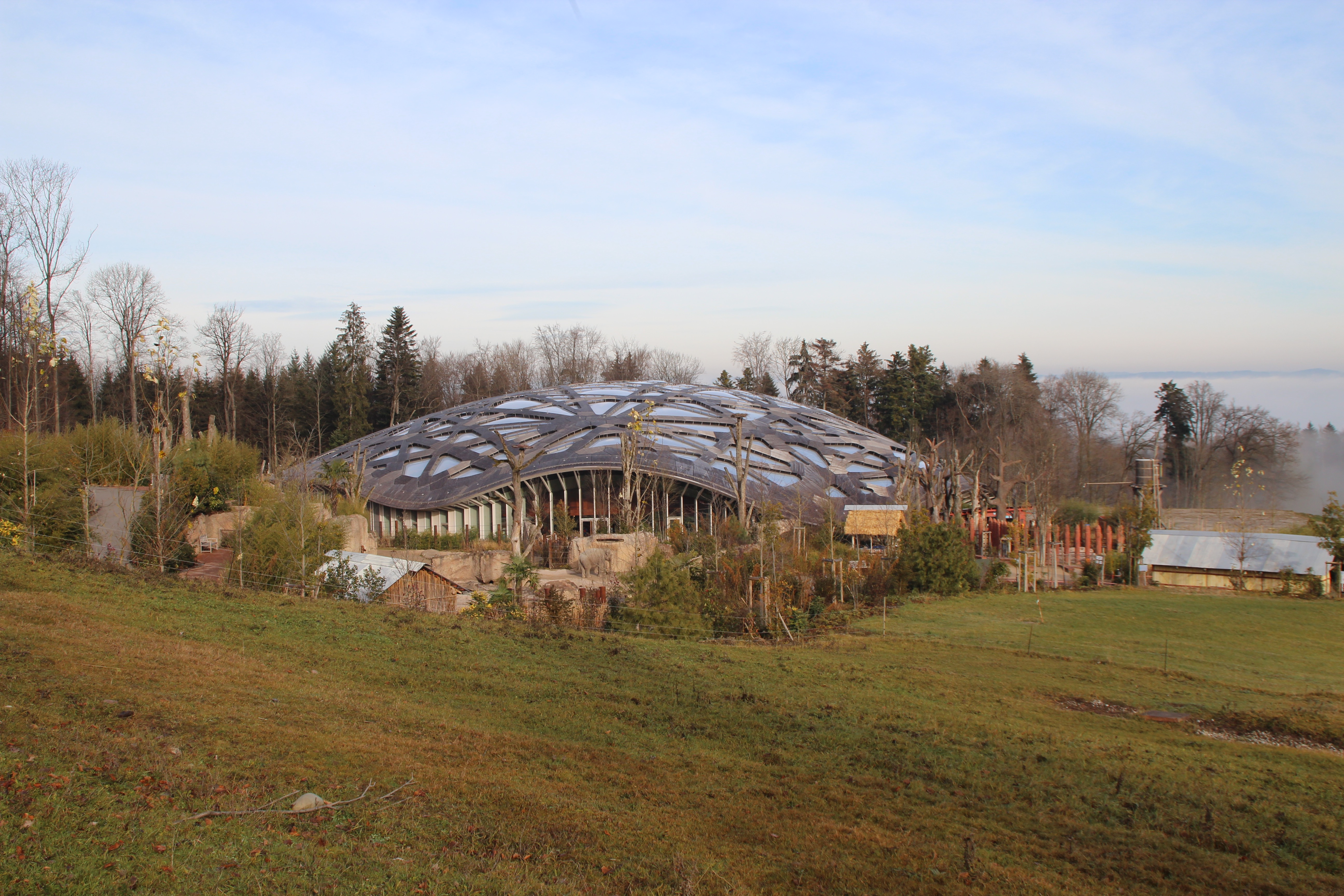
Elefantenhaus

Nach rund zehn Jahren am Tierspital bewarb sich Rübel 1990 um die frei werdende Stelle des Direktors des Zoos Zürich. Am 17. November 1990 stellte der Zoopräsident Rolf Balsiger und der damalige Direktor Peter Weilenmann den 36-jährigen Alex Rübel der Presse vor, am 1. Juli 1991 trat er sein Amt an. Mit dem Vorstand des Zoos entwickelte Rübel einen Masterplan, der bis zu seiner Pensionierung gelten sollte. In den Plan gehörten neben kleineren Massnahmen und sechs mittelgrossen Anlagen auch vier Grossprojekte: «Masoala Regenwald» (eröffnet 2003), das Feuchtgebiet «Pantanal» (2012), der Elefantenpark «Kaeng Krachan» (2014) und die «Lewa Savanne» (2020).
Als Hauptaufgaben eines Zoos bezeichnete Rübel neben einer optimalen Tierhaltung Erziehung, Naturschutz und Forschung, die vor allem zum Artenschutz in freier Wildbahn beitragen müsse. In Rübels Amtszeit verdoppelte sich die Fläche des Zoos. Dank seiner guten Vernetzung konnten die über 200 Millionen Franken, die seit 2000 in verschiedene grössere und kleinere Projekte investiert wurden, ganz über Sponsoring und Spenden finanziert werden. Sie trug auch dazu bei, den Zoo durch alle Bevölkerungsschichten hindurch in Zürich gut zu verankern. 2012 erhielt Rübel den nach seinem Vorgänger Hediger benannten Preis des Zoo-Weltverbands, dessen Präsident er von 2001 bis 2003 war. Unter seiner Leitung wurde der Zürcher Zoo einer der besten weltweit.
Im Frühling 2020 erreichte Rübel das Pensionsalter. Zu seinem Nachfolger wurde im September 2019 der 32-jährige Severin Dressen gewählt, damals der zoologische Leiter des Zoos Wuppertal.
Rübel ist Mitglied der Gesellschaft der Schildner zum Schneggen und seit 2011 Zunftmeister der Zürcher Zunft zur Saffran. Er ist Vater dreier Kinder und wohnt in Zürich-Witikon.

## Auszeichnungen
- Jahrespreis der Stiftung für Abendländische Ethik und Kultur, 2006.[12]
- Heini Hediger Award der World Association of Zoos and Aquariums, 2012.